# Jan Widacki
Jan Stefan Widacki (ur. 6 stycznia 1948 w Krakowie) – polski prawnik i dyplomata, adwokat, profesor nauk prawnych, autor kilkunastu książek i około 300 artykułów naukowych, poseł na Sejm VI kadencji.

## Życiorys

### Działalność naukowa i zawodowa
W 1969 ukończył studia prawnicze na Uniwersytecie Jagiellońskim. Studiował także filozofię. W 1972 został doktorem nauk prawnych. Habilitował się w 1977 na podstawie rozprawy pt. Wartość diagnostyczna badania poligraficznego i jej znaczenie kryminalistyczne. W tym samym roku objął stanowisko kierownika Katedry Kryminalistyki na Uniwersytecie Śląskim w Katowicach, gdzie również był prodziekanem. Pracował jako nauczyciel akademicki również na macierzystej uczelni. W latach 1983–1990 wykładał na Katolickim Uniwersytecie Lubelskim, pracował również jako profesor wizytujący w USA (1988–1989), a od 1985 do 1986 był stypendystą w Japonii. W 1988 uzyskał tytuł naukowy profesora. Został profesorem zwyczajnym na Krakowskiej Akademii im. Andrzeja Frycza Modrzewskiego, objął funkcję dziekana Wydziału Prawa, Administracji i Stosunków Międzynarodowych tej uczelni.
Członek m.in. Komisji Nauk Prawnych PAN Oddział w Krakowie (wiceprzewodniczący), Polskiego Towarzystwa Kryminalistycznego, American Polygraph Association, a także członek korespondent Polskiej Akademii Umiejętności i wiceprzewodniczący Komisji Prawniczej PAU.
Do końca lat 80. udzielał się jako kryminolog i biegły sądowy (badał m.in. przypadek Joachima Knychały, „Wampira z Bytomia”). W 1996 podjął praktykę adwokacką. W latach 90. bronił m.in. mężczyzny o pseudonimie Inkasent, oskarżanego o wielokrotne zabójstwo, która to sprawa zakończyła się wyrokiem uniewinniającym. Występował także jako obrońca Zbigniewa Siemiątkowskiego, Mirosława Danielaka (pseudonim Malizna) i Ryszarda Boguckiego. Bronił funkcjonariusza SB skazanego za matactwa w sprawie śmierci Stanisława Pyjasa. W procesie lustracyjnym reprezentował Henryka Karkoszę. Był pełnomocnikiem Jana Kulczyka (przed sejmową komisją śledczą ds. PKN Orlen oraz w sporze z Romanem Giertychem), a także Romana Kluski i Lecha Wałęsy.

### Działalność publiczna
W 1980 zapisał się do „Solidarności”, należał też do PZPR, z której wystąpił po wprowadzeniu stanu wojennego. Na początku lat 90. pełnił funkcję wiceministra spraw wewnętrznych, został powołany w okresie rządu Tadeusza Mazowieckiego. Był współautorem raportu tzw. komisji Jana Rokity. W latach 1992–1996 był ambasadorem RP na Litwie. W 2002 objął funkcję konsula honorowego Litwy w Krakowie. Został również felietonistą tygodnika „Przegląd”.
W 2007 był współzałożycielem stowarzyszenia Ruch na rzecz Demokracji. W wyborach parlamentarnych w 2007 uzyskał mandat poselski liczbą 24 963 głosów, startując w okręgu krakowskim z pierwszego miejsca na liście Lewicy i Demokratów z rekomendacji Partii Demokratycznej (nie należał do ugrupowania). Od 7 lutego 2008 był członkiem sejmowej komisji śledczej ds. nacisków. Z powodu rezygnacji odwołany 27 czerwca 2008. W Sejmie był członkiem Komisji Administracji i Spraw wewnętrznych oraz Komisji Odpowiedzialności Konstytucyjnej.
Wstąpił do powołanego w kwietniu 2008 Demokratycznego Koła Poselskiego, w lipcu 2009 przemianowanego na DKP Stronnictwa Demokratycznego (od lipca 2009 był członkiem SD, zasiadał w radzie naczelnej partii, w 2010 zrezygnował z członkostwa w tym ugrupowaniu). W czerwcu 2011 przystąpił do klubu poselskiego Sojuszu Lewicy Demokratycznej, w wyniku czego DKP SD przestało istnieć. Nie ubiegał się o reelekcję na kolejną kadencję. W 2012 przystąpił do think tanku Ruchu Palikota.

### Proces karny
W lipcu 2007 prokurator z prokuratury w Białymstoku wniósł do Sądu Rejonowego dla Pragi-Południe w Warszawie akt oskarżenia przeciw Janowi Widackiemu, zarzucając mu, że jako adwokat Malizny, powołując się na wpływy w gangu pruszkowskim oraz w strukturach władzy, nakłaniał świadków do składania fałszywych zeznań i wynosił z więzienia grypsy innego aresztowanego m.in. w sprawie zabójstwa jednego z przywódców gangu pruszkowskiego Andrzeja Kolikowskiego (pseudonim Pershing). Drugi zarzut dotyczył rzekomego zastraszania Marka Dochnala, by ten w swoich zeznaniach ukrywał informacje obciążające Jana Kulczyka, którego przedstawicielem procesowym był Jan Widacki. Zdaniem oskarżonego zarzut prokuratora został oparty na pomówieniu zabójcy odbywającego karę 25 lat pozbawienia wolności, który został zainspirowany przez obrońcę drugiej strony. W maju 2011 Sąd Okręgowy Warszawa-Praga w Warszawie w pierwszej instancji uniewinnił Jana Widackiego od popełnienia wszystkich zarzucanych mu czynów. Wyrok ten uprawomocnił się, nie będąc skarżonym przez prokuratora.

## Odznaczenia
- Krzyż Oficerski Orderu Odrodzenia Polski, 2005[16]
- Krzyż Kawalerski Orderu Odrodzenia Polski, 2000[17]
- Medal Komisji Edukacji Narodowej[4]
- Krzyż Wielki Komandorski Orderu Wielkiego Księcia Giedymina, 1996[18]
- Medal „Za zasługi dla Wilna i Narodu” I klasy, 2017[19]
- Odznaka honorowa „Gwiazda Dyplomacji Litwy(inne języki)”, 2011[20]

## Publikacje
- Zgwałcenia, Departament szkolenia i doskonalenia zawodowego MSW, Warszawa 1978.
- Kniaź Jarema, Wyd. Śląsk, Katowice 1985.
- Stulecie krakowskich detektywów, Wyd. Prawnicze, Warszawa 1987.
- Przestępczość i wymiar sprawiedliwości karnej w Japonii, Redakcja Wydawnictw KUL, Lublin 1990.
- Plamy na wschodzącym słońcu, Wyd. X, Kraków 1991.
- Kresy w oczach oficerów KOP (wstęp i oprac.), Wyd. Unia Jerzy Skwara, Katowice 2005.
- Zabójca z motywów seksualnych: studium przypadku, Oficyna Wydawnicza AFM, Kraków 2006.
- Rozważania o prawie i sprawiedliwości, Oficyna Wydawnicza AFM, Kraków 2007.
- Kryminalistyka (współautorzy: Jerzy Konieczny i Tadeusz Widła), Wyd. C.H. Beck, Warszawa 2008.
- Litwo, Ojczyzno nie moja, Wyd. Universitas, Kraków 2008.
- Detektywi na tropach zagadek historii, Wyd. Śląsk, Katowice 1988, Oficyna Wydawnicza AFM, Kraków 2010.
- Kryminologia: zarys systemu (współautorzy: Magdalena Grzyb, Wojciech Dadak i Anna Szuba-Boroń), Wyd. C.H. Beck, Warszawa 2022.